# 랴오중카이

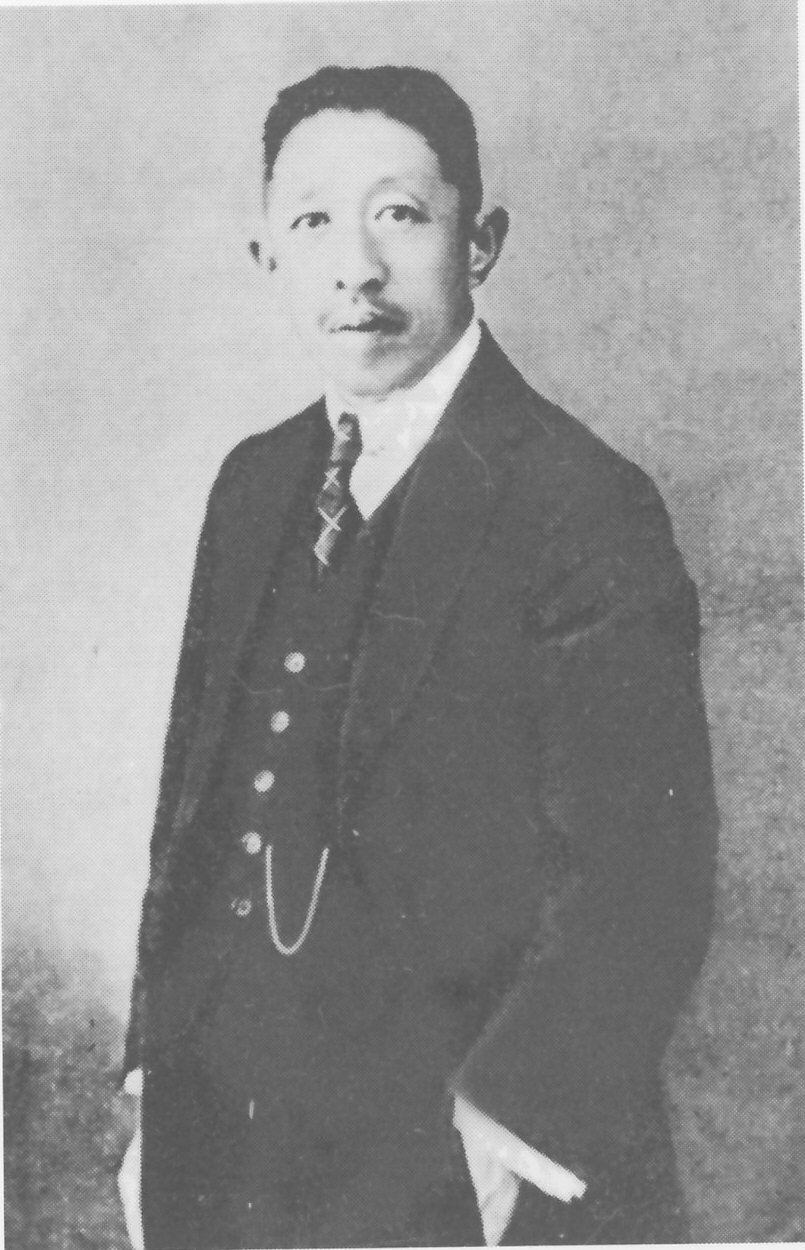
랴오중카이

랴오중카이(중국어 정체자: 廖仲愷, 간체자: 廖仲恺, 병음: Liào Zhòngkǎi, 한자음: 요중개, 1877년 4월 23일 ~ 1925년 8월 20일)는 중화민국의 정치인, 혁명가이다.
하카계 출신으로 미국 캘리포니아주 샌프란시스코 출생이다. 1903년부터 쑨원의 정치공작에 참여, 1909년 일본 주오 대학을 졸업했다. 1911년 신해혁명에 참가하여 광둥도독부의 총참의가 되었다. 중화민국 수립 후 위안스카이에 대항하기 위해 일으킨 제2차 혁명에 가담했으나, 실패하여 일본으로 떠났다.
1920년 귀국, 쑨원의 광둥군 정부(호법정부)에 참가하여 재정부차장, 1923년 일본에서 소련의 아돌프 이오페와 회담을 하고 국공합작을 추진, 광둥성장, 광둥대원수부 비서장, 중국 국민당 중앙집행위원, 당공안부장, 황푸군관학교 당부대표 등을 역임하였고, 1925년 쑨원이 죽은 후 국민당 좌파 중심 인물로서 국민정부의 재정부장이 되었으나, 그 해 8월 20일 우파 세력에 의해 암살당했다.